# 约翰·戴维斯 (草地滚球运动员)
约翰·戴维斯（英語：John Davies，？—），新西兰男子草地滚球运动员。他曾代表新西兰参加1988年夏季残疾人奥林匹克运动会草地滚球比赛，获得男子双人LB2级铜牌。